# RZD Arena
Stadionul Central Lokomotiv (în rusă Центральный стадион «Локомотив») este un stadion de fotbal din Moscova, Rusia. Acesta este stadionul-casă al clubului Lokomotiv Moscova și anterior pe el a jucat echipa națională de fotbal a Rusiei în calificările pentru Campionatul Mondial de Fotbal 2010. Stadionul a fost reconstruit în 2002 și poate găzdui 30.075 de persoane pe scaune.